# Чиро Сириняно
Чиро Сириняно е италиански футболист, който се състезава за отбора на Ботев Пловдив. Той играе като централен защитник и десен халф-бек. Висок е 181 см. и тежи 76 кг.